# غريغ بنسون
غريغ بنسون (بالإنجليزية: Greg Benson)‏ هو يوتيوبي ومخرج أمريكي، ولد في 23 يناير 1968 في مقاطعة دالاس في الولايات المتحدة.

## وصلات خارجية
- الموقع الرسمي
- غريغ بنسون على موقع IMDb (الإنجليزية)
- غريغ بنسون على موقع ألو سيني (الفرنسية)
- غريغ بنسون على موقع قاعدة بيانات الفيلم (الإنجليزية)
- غريغ بنسون على موقع كينوبويسك (الروسية)